# Кльосново
Кльосново (пол. Klosnowo) — село в Польщі, у гміні Хойниці Хойницького повіту Поморського воєводства.
У 1975-1998 роках село належало до Бидгощського воєводства.